# Mimi Belete
Pour les articles homonymes, voir Belete.
Mimi Belete Gebregeiorges (née le 9 juin 1988) est une athlète éthiopienne concourant depuis 2009 pour Bahreïn, spécialiste du demi-fond. Elle est la sœur ainée d'Almensh Belete qui concourt pour la Belgique.

## Biographie
Elle remporte le titre du 5 000 mètres lors des  Jeux asiatiques 2010 de Canton (Chine) où elle établit le meilleur temps de sa carrière en 15 min 15 s 59, et se classe par ailleurs troisième de l'épreuve du 1 500 mètres.

## Palmarès
| Date | Compétition                          | Lieu           | Résultat | Épreuve    |
| ---- | ------------------------------------ | -------------- | -------- | ---------- |
| 2009 | Championnats d'Asie de cross-country | Manama         | 2e       | Individuel |
| 2009 | Championnats panarabes               | Damas          | 3e       | 1 500 m    |
| 2009 | Championnats panarabes               | Damas          | 3e       | 5 000 m    |
| 2009 | Jeux asiatiques en salle             | Hanoï          | 4e       | 800 m      |
| 2009 | Jeux asiatiques en salle             | Hanoï          | 2e       | 1 500 m    |
| 2010 | Coupe continentale                   | Split          | 4e       | 1 500 m    |
| 2010 | Jeux asiatiques                      | Guangzhou      | 3e       | 1 500 m    |
| 2010 | Jeux asiatiques                      | Guangzhou      | 1re      | 5 000 m    |
| 2011 | Championnats du monde                | Daegu          | 7e       | 1 500 m    |
| 2013 | Championnats panarabes               | Doha           | 2e       | 1 500 m    |
| 2014 | Jeux asiatiques                      | Incheon        | 2e       | 1 500 m    |
| 2014 | Jeux asiatiques                      | Incheon        | 2e       | 5 000 m    |
| 2015 | Championnats panarabes               | Madinat 'Isa   | 1re      | 5 000 m    |
| 2016 | Jeux Olympiques                      | Rio de Janeiro | 10e      | 5 000 m    |

## Records
| Épreuve  | Performance     | Lieu    | Date            |
| -------- | --------------- | ------- | --------------- |
| 5 000 m  | 15 min 11 s 60  | Monaco  | 18 juillet 2014 |
| Marathon | 2 h 22 min 29 s | Toronto | 21 octobre 2018 |